# بالدر
بالدر (أيضا بالدير، أو بالدور). إله الضوء والصفاء في الأساطير الإسكندنافية. وابن الإله أودين وزوجته فريغ. وكان لديه عدة أخوة مثل ثور، وفالي.
في القرن الثاني عشر، روت بعض المصادر الدانمركية (التي كتبها ساكسو غراماتيكوس؛ ومصادر أخرى لاتينية دانمركية، قصة هذا الإله بالطريقة اليوهميرية. وقد قامت قصائد نثر إيدا، بجمع هذه الروايات في القرن الثالث عشر في أيسلندة. مع أنها اعتمد بشكل رئيسي عل بعض القصائد النرويجية القديمة، فذكرت أحداث وفاة بالدر وتأثير ذلك على الآسر، وعلاقة موته باعتبارها من إحدى علامات معركة راغناروك.
ووفقا لقصيدة غيلفاغينينغ، فقد ذكرت قصائد إيدا النثرية أن نانا كانت زوجة بالدر. وقد أنجبت ابنهما فورسيتي. ووفقا لنفس القصيدة فقد أشار سنوري ستورلسون إلى سفينة بالدر هرينغهورني، ووصفها بأنها أعظم سفينة بنيت على الإطلاق. كما أن قصره برايدابليك هو أروع قصر بين قصور الآلهة.

## الاسم
ربط جاكوب غريم في كتاباته الأساطير التيوتونية بين بالدر عند النرويجيين القدماء، وبالديري عند قدماء أعالي الجرمان (الوثيقة الثانية من تعاويذ ميرسبورغ). وبالتير (بافاريا)، وبالتار (اسم شخصي)، ومع الإنكليزية القديمة.. بيلدور، وبالدور (واللتان تعنيان السيد، الأمير، أو الملك). وتستخدم من خلال الجمع المضاف إليه. أما قدماء النرويج فقد استخدموا هذه الكلمة للتعبير عن العلو والتفخيم.
وبالعودة إلى غريم فقد أرجع أصل هذه الكلمة إلى (بالثاز، )balþaz، وبالقوطية (بالثس، balþs). وفي الإنكليزية القديمة (bald)، وفي جرمانيا العليا (pald). وكلها تعني الأبيض أو الحسن.
وأما مايعنيه الاسم (الإله الشجاع)، فذلك من المحتمل أن يكون لاحقا. فغريم يرى أن الاسم قد أتى من لغات شعوب البلطيق (كون كلمة بالتاس أو بالتس في كل من ليثوانيا و لاتفيا تعني أيضا ابيض) إلى شعوب جرمانيا الأوائل. أما بالنسبة لساكسون ولاحقا الأنجلو ساكسونيين فقد استخدموا كلمات.( Baldag. Bældæg, Beldeg). والتي تعني نهار، ولربما كان تشخيصا لضوء النهار. كون أن غريم يتفق أساسا على ترجمة هذه الكلمة بكل اللغات إلى (المشع، البراق، أو المضيء). كما أن هذه الكلمة تواجدت في اللغتين السلافية والأمانية ولكن بشكل أبعد تقريبا.

## الشهادات

### تعاويذ ميرسبورغ
ذكرت واحدة من تعويذتي ميرسبورغ اسم بالدر، كما ذكرت أيضا اسم (بهول)، والذي من المرجح أن يكون اسما آخر لهذا الإله. كما هو الحال في الساكسونية (بالديروس، فياليروس).

### قصائد إيدا الشعرية

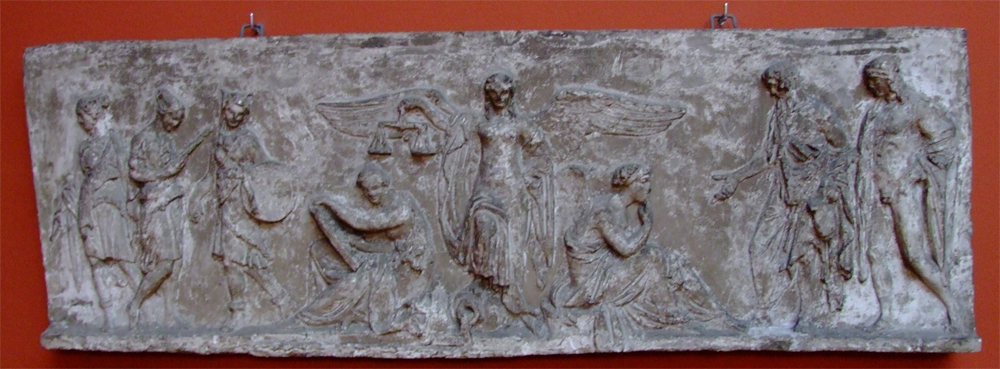
"ميمير وبالدر يستجبوان النورن" (1821 - 1822) بريشة هـ. إ. فريوند

ذكرت قصائد إيدا الشعرية قصة بالدر وطريقة وفاته في أكثر من موضع. فمن خلال الرؤى التي تراها فولفا وتنبؤها بالمستقبل في القصيدة الشعرية فولوسبا، تم التحدث عن ولادة فالي، وعن نحيب وبكاء فريغ. (في المقاطع 31 - 33). وبالنظر أكثر في المستقبل البعيد استطاعت فولفا أن تشاهد رؤية مشرقة تتحدث عن عالم جديد حيث سيعود كل من بالدر وهودر ليحكمان هذا العالم بعد انتهاء معركة راغناروك. (المقطع 62). أما في القصيدة الشعرية أحلام بالدر فتتحدث عن الكوابيس التي يراها بالدر، فاقترحت الآلهة على أودين امتطاء جواده والذهاب إلى هيل حيث يتواجد هناك ساحرة، فتحدثت الساحرة عن مقتل بالدر بيد أخيه هودر، ولكنها أضافت بأن فالي سينتقم لأخيه (المقطعين 9، 11).

### قصائد إيدا النثرية

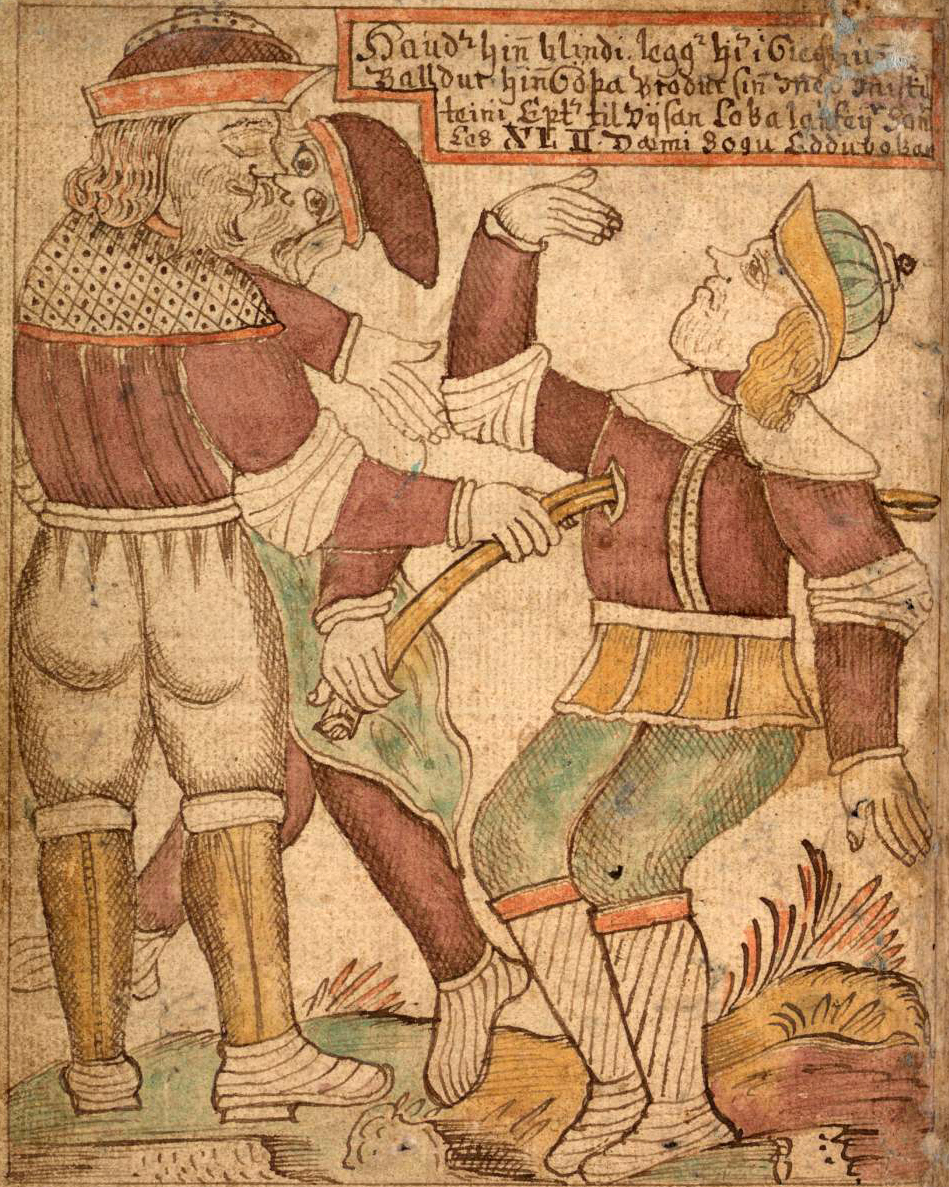
هذه اللوحة من القرن الثامن عشر تمثل موت بالدر في مخطوطة أيسلندية

وصفت قصيدة غيلفاغينينغ النثرية بالدر على أنه ابن أودين الثاني، وأنه يحمل كل الجمال، وأن النور يشرق منه، وكان أبيضا حتى أن مثال البياض يؤخذ منه، كما أنه تمتع بالعدل واللياقة، وكان أكثر الآلهة حكمة، ولا أحد يتشكك من أحكامه، كما أنه قطن قصره بريدابليك، الموجود في السماء حيث كل شيء طاهر.
وبالإضافة لهذا الوصف فإن القصة الأشهر تتحدث عن موته، وسيكون موته أولى العلامات التي تنذر باقتراب فناء الآلهة في معركة راغناروك. ولكن بالدر سيعود ويولد من جديد في العالم الحديث، وفقا لما جاء في فولوسبا.
فالأحلام المزعجة المتعلقة بموته، بدأت تراود رأس بالدر، وهي ذات الكوابيس التي رأتها والدته فريغ. وبما أن الأحلام تعتبر تنبوءات، قامت فريغ بالسفر حول العوالم وطلبت من كل ماهو موجود أن يقسم بألا يؤذي ابنها بالدر، ولكنها استثنت من قسمها نبتة الدبق الطفيلية، فقد رأت أنها صغيرة وغير مهمة لتؤذي حياة بالدر. وهو تفصيل علق عليه ميريل كابلان، بأنه كان من المعتاد أن لا يسمح لليافعين والصغار بأداء القسم، وهو مايجعلهم بعد ذلك يتحولون إلى خطر حقيقي عندما يكبرون.
بالمقابل وعندما سمع الإله المخادع لوكي بهذه الأمور، صنع رمحا من هذه النبتة، (بعض الروايات تذكر بأنه سهم)، ثم أحضره إلى مكان كانت تتجمع فيه الآلهة لكي تتسلى، (حيث يقومون بإلقاء الأسلحة والتصويب على جسد بالدر مستغلين انعدام أذيته بسبب القسم)، وقام لوكي باعطاء هذا السلاح إلى هودير، الإله الأعمى وأخو بالدر، وجعله يرميه على جسد إله الجمال، (بعض الروايات تذكر بأن لوكي رمى السهم بنفسه)، فطرح بالدر المحبوب ميتا. لاحقا أنجب أودين وزوجته ريندر، ابنا أسمياه فالي، كانت الغاية من ولادته الانتقام لأخيه غير الشقيق من أخيه الآخر غير الشقيق.

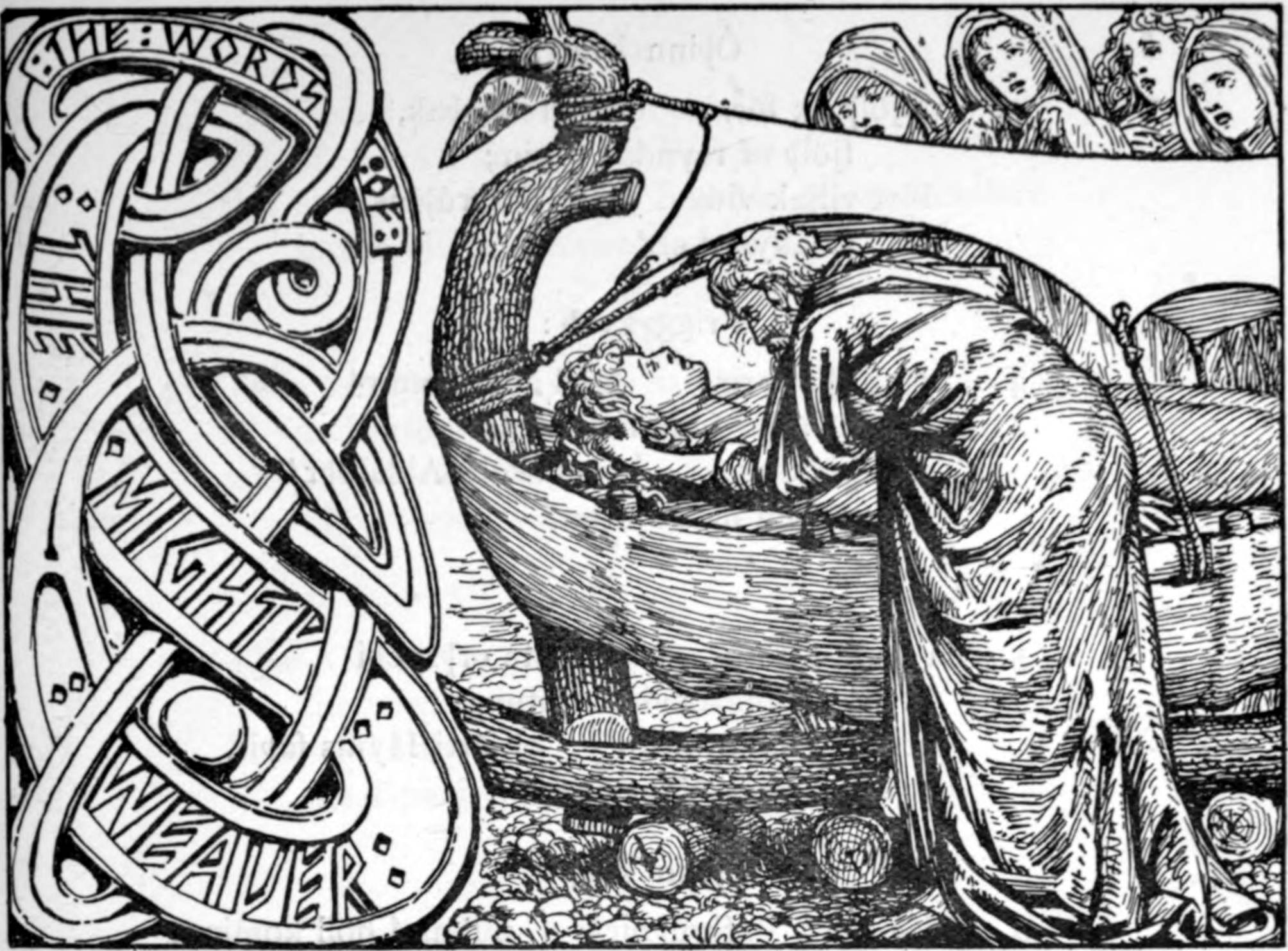
"آخر كلمات أودين لبالدر" (1908) بريشة و. ج. كولينغوود

أُحرق بالدر بعد ذلك على سفينته هرينغهورني، أكبر السفن على الإطلاق، وقبل إرساله إلى البحر همس أودين في إذنه، وكانت هذه الكلمات موضوع جزء من قصيدة فافثرودنيسمال، فقد حاول العملاق فافثرو أن يعرفها، باعتبارها المفتاح لحل لغز وضعه أودين ولكنه طبعا لم يحصل على إجابة.
لاحقا قام ثور بركل القزم ليدر داخل نار الدفن فاحترق حيا ومات، كذلك قامت نانا برمي نفسها داخل النار لكي تعود وتجتمع مع زوجها الحبيب بعد انتهاء العالم، ولكنها عوضا عن ذلك ماتت من الحزن، كما أحرق حصانه وأمتعته أيضا، وقامت العملاقة هيروكين بقيادة السفبنة في البحر، وقد جاءت هذه العملاقة ممتطية على ذئب ودفعت السفينة نحو البحر بشدة جعلت شرارات ألسنة اللهب تتطاير وأحدثت هزة في الأرض.
وفي سير التراجيديا، أرسلت فريغ رسول الآلهة هيرمود إلى هيل لتترجاها لكي تعيد ابنها، وافقت هيل أخيرا ولكن بشرط أن يقوم كل شي حيا أو ميتا، كما فعل سابقا وأقسم، ويشجب بالدر. كان هذا الطلب ليس بالأمر الصعب فأولا وأخيرا كان بالدر إلها محبوبا من الجميع. فبكاه الجميع إلا عملاقة، اسمها ثوك، (ومن المرجح أن تكون لوكي متخفيا). وبالتالي بقي بالدر ضمن العالم السفلي ولم يعد للحياة. بانتظار انتهاء العالم وولادته من جديد ليعود ويظهر ويحكم بصحبه أخيه هودر وأولاد ثور.

### غيستا دونوروم
ذكر المؤرخ الدانماركي ساكسو غراماتيكوس في كتاباته في القرن الثاني عشر قصة بالدر (وقد ذكر اسمه على أنه بالديروس)، على شكل تاريخ موثق. فوفقا لما كتبه كان كلا من بالديروس وهوثيروس فارسان متنازعان على طلب يد نانا، ابنة الملك جيوار، ملك النرويج. وكان بالديروس نصف إله ومكسو بالفولاذ، ولا يستطيع أحد أن يجرح جسده السحري. وقد تقابل الطرفان في معركة رهيبة. وقد تقاتل أودين وثور وبقية الآلهة بطرف بالديروس، ولكنه انهزم وهرب بعيدا وبالتالي تزوج هوثيروس الأميرة الحسناء.
ومع ذلك حصل بالديروس على قلب النعمة، وتقابل مع هوثيروس مرة أخرى، ولكنه فشل بشكل أسوأ من قبل، وخلف هوثيروس على جسده جروحا مميتة بفضل سيف سحري اسمه ميستيلتو، حصل عليه من ميمينغ، شبق الغابات، وبعد ثلاثة أيام من المعاناة والألم مات بالدريروس متأثرا بجروحه ودفن بجنازة ملكية مهيبة على ربوة عالية.

### سجلات كرونيكون وأناليس لوندينس التاريخية
هناك أيضا مصدريين تاريخيين أقل حجما من سابقاتهما باللغة الدانمركية اللاتينية، وهما سجلات كرونيكون وأناليص لوندينس التاريخية (واللتان شكلتا مصدرا واحدا لاحقا)، وهما يقدما قصة تاريخية يوهيميرية حول قتل هونير لبالدر.
فتذكر أن هوثير كان ملكا من الساكسون، وابن هوثبورد وزوجته ابنة هادينغ. أولا قام هوثير بذبح بالدر ابن أوثين (وهو على مايبدو اسما آخر لأودين)، وطارد كلا من أوثين وثور، ولكن أخيرا قام ابنا أوثين بقتل هونير. وبالتالي تم اعتبار كلا من أوثين، ثور، بالدر وهوثير على أنهما آلهة.

### نقش أوتريخت
هناك نقش تذكاري باللغة اللاتينية في أوتريخت، من القرن الثالث أو الرابع قبل الميلاد، جاءت فيه كلمة قريبة من بالدر، وقد اعتبرت نظريا أنها تشير إلى الإله بالدر الإسكندنافي، مع أن هه النظرية مازالت محلا للتساؤل والتشكيل. 

## التنسيبات

### النباتات

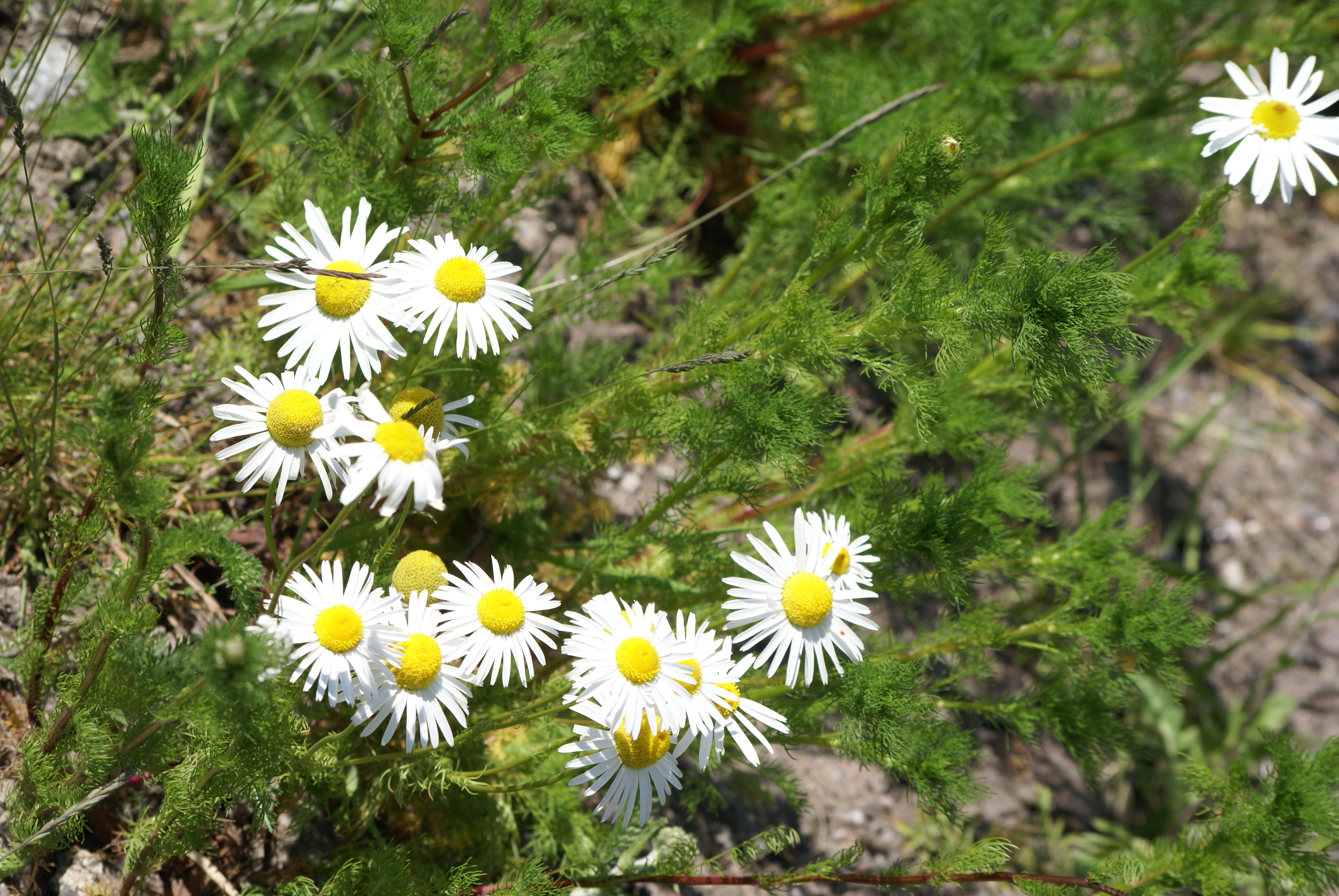
جبين بالدر (Matricaria perforata)

كما ذكرت غيلفاغينيغ، فهناك في كل من السويد والنرويج، نوعا من النباتا عديم الرائحة (Matricaria perforata) وأخرى بحرية وكلاهما معروفتان باسم (بالدورسبرا) أي جبين بالدر، كما هي موجودة في جنوب انكلترا ومعروفة باسم (بالدييبو)، وفي أيسلندة وجدت البرية فقط. وفي ألمانيا عرفت باسم (معرفة بالديريان)، وهي موجودة أيضا في عدة أماكن ولكن بتسميات مختلفة سواء في النمسا، سالزبورغ، أو تيرول.

### المناطق الجغرافية
هناك بعض المناطق في اسكندنافيا احتوت في أسماءها على اسم بالدر، واحدة منهم هي أبرشية قديمة في قرية هيدمارك، بالنرويج تعرف باسم (بالديشول) أو (بالديرهول)، وكلمة هول بالنرويجية تعني التلة. بعض المناطق الأخرى أيضا في النرويج، مثل بالدرسبيرغ، في قرية فيستفولد. بالدرسهايم في قرية هوردالاند، بالدرسنيس سور-ترونديلاغ.
في كوبنهاغن، هناك شارع باسم بالدر، كما وجد نفس الاسم في ريكيافيك، عاصمة أيسلندا.
في بلجيكا، استخدمت كلمة بالدر للتعبير عن لهجة بعض المناطق المحلية كقريتي بيلار، وتيلين. كما استخدم اسم بالدر لتسمية شارع ومستنقع محلي بجانبه (بالدريج).
في يوركشاير هناك قرية باسم بالديرسبي، وقرية أخرى باسم بالديرتون في نوتينغهامشاير.
وهناك قرية في كندا، مانيتوبا، بالدور. ففي عام 1890، لم يجد سيغورد كريستوفرسون اسم ورود جميلة لتسمية القرية، فاقترح اسم بالدر إله الجمال الإسكندنافي ابن أودين.

## في الثقافة الشعبية
- . كان اسم بالدر، قد استخدم في المسرحية الضاحكة المبكية النيوزلندية، (جوهانسونس العلي)، وقد لعب بين بارينغتون دور أولاف جوهانس/بالدر.
- . ظهر بالدر في سلسلة خارق للطبيعة، (مطرقة الآلهة) وقد مثل هذا الدور آدم كروزديل.
- . قصيدة (Tegnér's Drapa) للشاعر الأمريكي هنري وادزورث لونغفيلو، تتحدث عن وفاة بالدر.
- . الشخصية الرئيسية (ظل القمر) في رواية الآلهة الأمريكية للكاتب نيل غيمان، كشفت في نهاية القصة القصيرة أنها كانت تتحدث عن الإله بالدر.
- . موت بالدر، كان اسم الألبوم الخامس للفرقة النرويجية بورزوم.
- . بالدور، اسم الألبوم الأول لفرقة الفايكينغ الأيسلندية بنمط الميتال، سكالمولد.
- . في لعبة البلاي ستايشن اليابانية (Kamigami no Asobi: Ludere Deorum) والتي تترجم (أذى الآلهة)، كان بالدر واحدا من ثماني شخصيات رئيسية، حيث سيقوم اللاعب باختيار الشخصية البطلة وسيقوم باختيار إحدى هذه الشخصيات الذكورية كحبيب لها، لاحقا تحولت هذه اللعبة إلى مسلسل تلفيزيوني برسوم ثلاثية الأبعاد في أبريل - نيسان 2014.
- . كان بالدر الشخصية الرئيسية في الرواية الكوميدية (الذهاب البقري) للكاتبة الأمريكية ليبا براي،
- . كان كلب سيدريك الساكسوني، والد بطل الرواية التاريخية (إيفانهو أو الفارس الأسود) للكاتب الأسكتلندي الشهيروالتر سكوت، اسمه بالدر.
- . في لعبة (Xbox 360)، (Too Human) ، كان اسم البطل بالدر.
- . في إحدى ألعاب الدي إس (Shin Megami Tensei: Devil Survivor)، ظهر اسم بالدر كاسم للمنافس في حرب بيل.
- في لعبة (god of war) كشخصيه رئيسية ضد (كريتوس) وابنه حيث ينتهي به المطاف بالموت وبداية (راغنروك).

## الملاحظات
1. ↑  جاكوب غريم، (1835)، الأساطير التيوتونية
2. ↑  جاكوب غريم، (1835)، الأساطير التيوتونية المقطع 11
3. ↑  Calvin, Thomas. An Anthology of German Literature, D. C. Heath & Co. ASIN: B0008BTK3E,B00089RS3K. P5-6.
4. ↑   Merrill Kaplan, 'Once More on the Mistletoe', in News from Other Worlds/Tíðendi ór ǫðrum heimum: Studies in Nordic Folklore, Mythology and Culture in Honor of John F. Lindow, ed. by Merrill Kaplan and Timothy R. Tangherlini, Wildcat Canyon Advanced Seminars Occasional Monographs, 1 (Berkeley, CA: North Pinehurst Press, 2012), pp. 36-60; books.google.com/books?isbn=0578101742.
5. ↑  وفقا إلى كارولين لارينغتون في ترجمتها لقصائد إيدا النثرية فإن أودين همشس بأذن بالدر بكلمات كانت وعدا بقيامته من جديد بعد انتهاء العالم
6. ↑  Davidson, H.R. Ellis (1964). Gods and Myths of Northern Europe. Pelican Books. ISBN 0-14-013627-4
7. ↑  Vermeyden, Pamela & Quak, Arend (2000). Van Ægir tot Ymir: personages en thema's uit de Germaanse en Noordse mythologie. Cambridge University Press. ISBN 90-6168-661-X., p. 43.
8. ↑  Helm, Karl (1976). Balder, in Reallexikon der Germanischen Altertumskunde. Walter de Gruyter GmbH & Co KG., p. 2.
9. ↑   Den virtuella floran (in Swedish)